# Taos Ski Valley
Taos Ski Valley è un villaggio degli Stati Uniti d'America, situato nello stato del Nuovo Messico, nella contea di Taos.